# 金英柱
金 英柱（きん えいちゅう、キム・ヨンジュ、朝鮮語: 김영주、1920年9月21日 - 2021年12月14日）は、朝鮮民主主義人民共和国（北朝鮮）の政治家。北朝鮮を建国した金日成の実弟でその後継者である金正日の叔父にあたり、政務院副総理（副首相）、国家副主席や朝鮮労働党政治局員、書記局書記などを歴任した。

## 経歴
金亨稷と康盤石夫妻の三番目の息子として生まれた。金英柱が生まれた1920年、一家は南満州に移住したため、金英柱は満州で育った。成長した金英柱は、関東軍の通訳として働いた。1937年6月4日に朝鮮の咸鏡南道甲山郡が匪賊に襲撃される事件（普天堡の戦い）が発生した。満州国の朝鮮人治安関係者が調査をした結果、「襲撃事件の首謀者金日成は、諱を金成柱といい、関東軍の通訳として働いている金英柱の実兄である」との証言を得た。金英柱は日本軍に協力を求められ、祖母の李寶益と共に、抗日パルチザン活動をしていた金日成に日本・満州国側に投降するよう呼びかけている。
日本が第二次世界大戦に敗れ、朝鮮半島がアメリカ合衆国とソビエト連邦によって分断占領されると、兄の金日成は1948年、ソ連の占領地域に朝鮮民主主義人民共和国を建国した。金英柱は終戦時、中国・上海にいたが、日本軍と関係があったため、ソ連が進駐する平壌に戻るのは危険だと判断しソウルに移った。その後、金日成から連絡を受け、平壌に戻ったという。翌年、北朝鮮の支配政党として朝鮮労働党が結成され、金英柱も入党した。その後、ソビエト連邦に留学してモスクワ大学やソ連共産党モスクワ党高級学校などで学び、帰国後は出身成分制度を主導するなど独裁政治の基礎をつくり、党官僚としてのキャリアを積んだといわれる。1961年朝鮮労働党中央委員、党組織指導部長、1962年最高人民会議第3期代議員を経て、1966年10月12日の第4期党中央委員会第14回総会で、政治局員候補秘書（書記）兼党組織指導部長に就任し、最高指導者である金日成の後継者と目されるようになった。なお、金日成の長男の金正日が党組織指導部の責任指導員として配属され、金英柱は組織指導部長として甥の面倒を見ることにもなった。金英柱の金正日に対する指導は厳しく、金正日が野営訓練をサボタージュして映画鑑賞に夢中になったことに激怒し、自分の事務室で殴打したエピソードなどがある。しかし、金正日とは後に金日成の後継者の地位をめぐって争うことになる。

### 金正日との権力闘争
1970年11月13日、金英柱は第5期党中央委員会第1回総会において政治委員会委員に昇格し（党内序列第6位）、また書記（秘書）にも再任されて、書記局内の序列は党総書記である金日成から数えて第4位と、一躍上位に進出した。金英柱の昇格について、日本のアジア経済研究所が発行する『アジア動向年報』1970年度版は、党の後継者として金英柱が実質的に指名されたと評価した。しかし実際には、この頃の金英柱は金正日から後継者競争の挑戦を受けるようになり、しかも形勢は、金日成の歓心を買うことに成功し、父を支えるパルチザン派の支持を獲得していた金正日へと傾きつつあった。
1971年から始まった南北対話において、金英柱は北朝鮮側の責任者を務めた。1972年7月4日には南北共同声明を韓国と同時に発表する役割も担い、北朝鮮側署名者を務め、同声明により設置された南北調節委員会北側委員長となった。しかし、以後は朴成哲によって実質的に南北交渉が進められたといわれている。1973年9月に開催された第5期党中央委員会第7回総会以降、金英柱は公式の場に出席することが少なくなる。日本のジャーナリストである平井久志は、金英柱はこの時期、金正日との権力闘争による精神的不調が原因で健康を害していたとする。1974年2月15日、金英柱は政務院副総理（副首相）に任命された。金日成の特使としてアラブ諸国を訪問し、また外国代表団の歓迎行事などに出席はするものの、政務院の会議や党の会議での公式演説や報告を行うことはなく、金英柱は実質的な権限から遠ざけられていった。
金正日は金日成の後継者に決定した直後の1974年2月19日以降20日間にわたって続けられた講習会の場で、叔父である金英柱を「反党分子」呼ばわりしたうえで、「金英柱同志は、病気を口実にわが党の組織指導事業を怠り、組織をむちゃくちゃにしてしまいました。われわれは、金英柱同志が党に及ぼした害毒を除去しなければなりません」と批判し、北朝鮮社会を後世に至るまで規制することとなる「党の唯一思想体系確立の10大原則」を策定して、父・金日成への個人崇拝を強め、「末端から中央に至る全ての組織に新しい党事業気風を確立するため、思想闘争を無慈悲に展開しなければなりません」と宣言した。金英柱は、副総理の職は1977年12月まで務めたものの、1974年2月の第5期党中央委員会第8回総会で金正日が金日成の後継者に決定されると、翌年7月3日に南北共同声明発表三周年声明を出したのを最後に失脚し、公式の場から姿を消した。降格後の彼は慈江道で隠遁生活を送ったといわれる。

### 「復権」と金日成の死
1993年7月26日、金英柱は祖国解放戦争戦勝記念塔の完工式に出席し、18年ぶりに公式の場に復活した。12月8日、第6期党中央委員会第21回総会において党政治局員に任命され、続く12月11日、第9期最高人民会議第6回会議において国家副主席に選出された。翌1994年7月、国家主席の金日成が死去して主席が空位となり、1998年の憲法改正で国家主席制が廃止されると、金英柱は最高人民会議常任委員会の名誉副委員長となった。
金日成の死因については、当時より金正日が関与していたのではないかという疑惑が持たれていた。もし、これに近いことが事実であるならば、金英柱を含む政治局員クラスの幹部は金日成突然死の真相を知っており、金正日は決定的な弱みを握られていたことを意味する。当時、中国では「北内部で国家主席を金正日以外の人物に担当させよという主張が出ている」という内容の報道が繰り返され、金日成の急死後も中国共産党は金正日委員長と会談を持ち「中国は金主席の遺志を守る」ことと「北朝鮮が経済改革・開放政策を導入することを支持する」ことを強調した。北京1994年2月2日発の共同通信は「中国が金正日後継よりも金英柱政権を望んでいるとの見方にも、単なる憶測であると否定した」ことを、金英柱自身が平壌駐在の外交官に語ったことを報じており、7月20日の金日成追悼大会においても、金永南外相の追悼の辞では「金正日」の名前は常に「党中央委員会」等を修飾する語として登場し、主語はあくまで「党中央委員会」であり、「金正日」の役割に関しては、党や軍への貢献は認めても「国家」への貢献は注意深く排除されていた。当時の金正日の立場は微妙で、金英柱の突然の「復権」にも何らかの政治的事情を背景にかかえていることが考えられる。

### 晩年の動向
2003年の第11期最高人民会議第1回会議でも代議員として選出され、最高人民会議常任委員会名誉副委員長に再任された。
しかし、同年9月の建国55周年記念閲兵式典で主席壇（人民大学習堂にある北朝鮮首脳部が閲兵をするバルコニー）に登場した頃から、高齢のためか動静が伝えられる機会が激減している。2007年7月30日の道、市、郡人民会議代議員選挙で投票したことを朝鮮中央テレビが伝えて以来、動静に関する公式報道が途絶えていたが、2009年3月8日、最高人民会議代議員選挙で投票したことを朝鮮中央テレビが伝えた。2010年9月28日の第3回党代表者会および中央委員会総会で党中央委員・政治局員を正式に退いた。
2011年7月に国営メディアで動静が伝えられ、同年12月には甥である金正日の遺体を弔問する姿が朝鮮中央テレビで放送された。その後、再び動静報道が途絶えたが、2014年3月10日、平壌放送が前日に行われた最高人民会議第13期代議員選挙で投票したと報道、健在が確認された。また、この選挙で最高人民会議代議員に再選された。
しかし、2019年3月に行われた最高人民会議第14期代議員選挙では推薦者リストに名前がないことが確認された。金英柱は1967年から52年間最高人民会議代議員の座にあり、2014年の第13期代議員選挙では第22号選挙区から立候補していたが、2019年の第14期代議員選挙では楊亨變の選挙区となっている。
2021年12月15日、朝鮮中央通信が死去したことを報じた。正確な死亡日時については明らかになっていないが、前日の12月14日に金正恩からの弔花が霊前に届けられたとも報じられていることから、この日までに死去したと推定されている。12月14日の場合は101歳での死没となる。金日成の兄弟で最も長命かつ、最後の存命人物だった。